# Gerhard Platz
Emil Gerhard Platz (* 26. Mai 1879 in Sayda; † 17. Februar 1963 in Dresden) war ein deutscher Autor und Naturschützer.

## Leben und Wirken
Er stammt aus dem sächsischen Erzgebirge und war der Sohn des evangelisch-lutherischen Oberpfarrers Carl Theodor Platz (1842–1883). Nach dem Besuch der Albertinums in Freiberg erlernte er den Beruf eines Bankkaufmanns und arbeitete später für die Deutsche Bank in Dresden als Bankkassierer und Depositenkassenvorsteher. 1932 wurde er arbeitslos. Er fand eine Anstellung in der Großhandlung Weisenborn in Dresden als Weinhändler, die 1945 dem Bombenangriff auf Dresden zum Opfer fiel.
In seiner Freizeit war er als aktives Mitglied des Landesvereins Sächsischer Heimatschutz begeisterter Wanderer, Naturschützer und Jäger, der mehrere Bücher und Schriften verfasste. Nach dem Zweiten Weltkrieg setzte er sich in der Sowjetischen Besatzungszone und der DDR für Belange des Naturschutzes in Sachsen aktiv ein.

## Schriften (Auswahl)
- Vom Wandern und Weilen im Heimatland. Dresden 1920.
- Altsächsisch Weidwerk. In: Hausbücher für Sachsen. 2. Jg., Heft 1 (Januar 1921), S. 3–6.
- Vom Wandern und Weilen im Heimatland. 2. Aufl., Landesverein Sächsischer Heimatschutz, Dresden 1923.
- In Busch und Korn. 1930.
- Am Herzen der Heimat. 1939